# Proteuxoa restituta
Proteuxoa restituta är en fjärilsart som beskrevs av Achille Guenée 1852. Proteuxoa restituta ingår i släktet Proteuxoa och familjen nattflyn. Inga underarter finns listade i Catalogue of Life.